# Tuula Kallioniemi
Tuula Kallioniemi (* 22. März 1951 in Karhula, Kotka, Finnland) ist eine  finnische Autorin. Sie studierte Literatur und begann 1978 ihre Karriere als Kinderbuchautorin.
Seit 1978 hat sie insgesamt 38 Kinder- und Jugendbücher geschrieben, für die sie zahlreiche Preise erhielt, u. a. 1979 den Topelius-Preis. Kallioniemi lebt mit ihrem Mann, ihren drei Söhnen und einem Hund auf dem Land.
Sie schrieb Bücher wie Die Lunte brennt, Pfote hoch! oder Ein Rätsel namens Nina.